# Ede Sud
Ede Sud est une zone de gouvernement local de l'État d'Osun au Nigeria,.